# Гамио, Мануэль
Мануэль Гамио (исп. Manuel Gamio; 2 марта 1883, Мехико — 16 июля 1960, там же) — мексиканский археолог и этнограф, педагог. 
Профессор Колумбийского университета, доктор философии (1921).
Специалист по ацтекам. С 1943 года директор Межамериканского индейского института в Мехико. Изучал культуры доколумбовой Америки, историю и современное положение индейцев (главным образом Мексики), вопросы мексиканской эмиграции в США.
Установил последовательность основных культур Центральной Мексики в доколумбову эпоху: архаическая, теотиуаканская, тольтекская и ацтекская. Используя все виды источников, воссоздал историю населения долины Теотиуакана с древнейших времён до наших дней. Изучал современное положение индейцев Мексики.
Решение проблемы индейского населения Мексики видел в т. н. «интеграции» (слиянии) сохранившихся индейских народов с испаноязычным большинством населения.